# Blood and Fire
Blood and Fire est un label discographique britannique de reggae et dub, basé à Manchester.

## Histoire
Le label est fondé en 1993 par Steve Barrow, Bob Harding, Mick Hucknall, Elliot Rashman et Andy Dodd à Manchester. Il a l'objectif de réviser les classiques de groupes reggae, dub et toasting. Avec Pressure Sounds, Motion Records, Soul Jazz Records et Auralux le label a gagné ses lettres de noblesse en qualité de réalisation.
Au début, le label retrace les productions des années 1970 de Bunny Lee, puis il se met à sortir des productions de Yabby You, Glen Brown, l'opus Heart of the Congos des Congos produit par Lee « Scratch » Perry et un coffret de trois CD regroupant les sorties des années 1973-1979 de Big Youth, Natty Universal Dread.
Au-delà de l'objectif de réédition, le label sort deux one-riddim albums, qui consistent à des variations autour d'un même thème, ici le riddim (la partie instrumentale est la même sur toutes les pistes), interprété par différents artistes. Le premier est Tree of Satta (2004), qui utilise le riddim original de « Satta Massagana », des Abyssinians et réunit entre autres Big Youth, Prince Far I, Dillinger, Tommy McCook, et Ernest Ranglin. Le second, Fisherman Style, utilise le riddim de la célèbre chanson Fisherman des Congos, et réunit Big Youth, Horace Andy, Max Romeo, Prince Jazzbo, Freddie McGregor, U Roy, Sugar Minott, Dillinger, Michael Rose, Gregory Isaacs, The Upsetters.
Le label a aussi un sound system show, qui comporte des artistes originaux jamaïquains tels que Dillinger, Trinity, Ranking Joe, U Brown, Horace Andy, Dennis Alcapone, U Roy, Spikey Tee, Country Culture. En juillet 2006, le label se rend au Japon avec U Roy pour trois dates de concert. En juillet 2007, le label est en cessation totale d'activité, et en attente d'un repreneur.
En 2014, il a été annoncé que le label serait relancé en conjonction avec VP Records, Barrow supervisant les projets futurs,.

## Discographie
- BAFCD001 - The Dreads at King Tubby's - If Deejay Was Your Trade
- BAFCD002 - King Tubby and Friends - Dub Gone Crazy
- BAFCD003 - Keith Hudson - Pick a Dub
- BAFCD004 - Burning Spear - Social Living
- BAFCD005 - Yabby U - King Tubby's Prophesy of Dub
- BAFCD006 - Horace Andy - In the Light / In the Light Dub
- BAFCD007 - Various Artists - Heavyweight Sound
- BAFCD008 - Tappa Zukie - Tappa Zukie In Dub
- BAFCD009 - The Congos - Heart of the Congos (2-CD)
- BAFCD010 - Jah Stitch - Original Ragga Muffin 1975-1977
- BAFCD011 - King Tubby - Freedom Sounds in Dub
- BAFCD012 - Scientist - Dub in the Roots Tradition
- BAFCD013 - King Tubby & Prince Jammy - Dub Gone 2 Crazy
- BAFCD014 - Prince Alla - Only Love Can Conquer
- BAFCD015 - Glen Brown & King Tubby - Termination Dub 1973-1979
- BAFCD016 - I Roy - Don't Check Me With No Lightweight Stuff 1972-1975
- BAFCD017 - Various Artists - 2 Heavyweight : Another Blood and Fire Sampler
- BAFCD018 - Morwell Unlimited Meet King Tubby's - Dub Me
- BAFCD019 - Horace Andy - Good Vibes
- BAFCD020 - U Brown - Train to Zion
- BAFCD/LP021 - Yabby You - Jesus Dread (2-CD) 1972-1977
- BAFCD/LP022 - Impact Allstars - Forward The Bass : Dub From Randy's 1972-1975
- BAFCD023 - Junior Byles and Friends - 129 Beat Street : Ja-Man Special 1975-1978
- BAFCD024 - Johnny Clarke - Dreader Dread 1976-1978
- BAFCD025 - Various Artists - Heavyweight 3 : A Blood and Fire Sampler
- BAFCD026 - King Tubby and Friends - Dub Like Dirt 1975-1977
- BAFCD027 - Max Romeo - Open the Iron Gate 1973-1977
- BAFCD028 - The Chantells and Friends - Children of Jah 1977-1979
- BAFCD029 - Inner Circle and the Fatman Riddim Section - Heavyweight Dub / Killer Dub
- BAFCD030 - Cornell Campbell - I Shall Not Remove 1975-1980
- BAFCD031 - Trinity - Shanty Town Determination
- BAFCD032 - Linval Thompson - Ride on Dreadlocks 1975-1977
- BAFCD033 - Sylford Walker and Welton Irie - Lamb's Bread International
- BAFCD034 - Big Youth - Natty Universal Dread 1973-1979 (3-CD)
- BAFCD035 - Gregory Isaacs - Mr Isaacs
- BAFCD036 - Darker than Blue - Soul from Jamdown 1973-1977
- BAFCD037 - Niney the Observer - Microphone Attack 1974-1977
- BAFCD038 - Yabby You - Dub it to the Top 1976-1979
- BAFCD039 - Dennis Brown - The Promised Land 1977-1979
- BAFCD040 - Prince Alla & Junior Ross - I Can Hear the Children Singing 1975-1978
- BAFCD041 - Ja-Man Allstars - In the Dub Zone
- BAFCD042 - Jackie Mittoo - Champion in the Arena 1976- 1977
- BAFCD043 - Ranking Joe - Zion High
- BAFCD044 - Tommy McCook - Blazing Horns / Tenor in Roots
- BAFCD045 - The Abyssinians and Friends - The Tree of Satta Vol 01
- BAFCD046 - Dennis Brown Presents Prince Jammy - Umoja / 20th Century DEBwise
- BAFCD047 - Blood and Fire All Stars - Run it Red
- BAFCD/LP048 - Willi Williams - Messenger Man
- BAFCD/LP049 - Prince Far I - Silver and Gold 1973-1979
- BAFCD/LP050 - The Congos and Friends - Fisherman Style
- BAFCD051 - Yabby You - Deliver Me from My Enemies
- BAFCD - Various Artists - Dubwise and otherwise: A Blood and Fire Audio Catalogue
- BAFCD - The Dubmasters - X-Ray Music: A Blood and Fire Dub Directory
- BAFCD - Various Artists - Dubwise and Otherwise 2